# Dichrogaster madeirae
Dichrogaster madeirae là một loài tò vò trong họ Ichneumonidae.